# Динник, Александр Николаевич
Алекса́ндр Никола́евич Ди́нник (19 (31) января 1876, Ставрополь Кавказский — 22 сентября 1950, Киев) — советский учёный-механик, работавший в области теории упругости и строительной механики.
Академик АН СССР (1946) и АН УССР (1929).

## Биография
Родился в семье преподавателя физики.
В 1886 году поступил на классическое отделение Ставропольской гимназии, которую окончил с отличием в 1894 году. В том же году поступил на физико-математический факультет Новороссийского университета в Одессе, а через год перешёл на тот же факультет Киевского университета и окончил его в 1899 году.
В 1900—1909 годах работал в Киевском политехническом институте.
В мае 1908 года получил учёную степень магистра механики на физико-математическом факультете Новороссийского университета, а в 1909 году защитил диссертацию на тему «Удар и сжатие упругих тел» на степень адъюнкта прикладной механики.
В 1911 году назначен профессором Донского политехнического института в Новочеркасске. В эти годы много занимается задачами устойчивости круглых пластин.
В 1912 году  защитил диссертацию на тему «Об устойчивости плоской формы изгиба» на учёную степень доктора-инженера у профессора Г. Лоренца в Высшей технической школе в г. Данциге, а в 1915 году — в Харьковском университете — диссертацию на тему «Приложение функций Бесселя к задачам теории упругости» на учёную степень магистра прикладной математики.

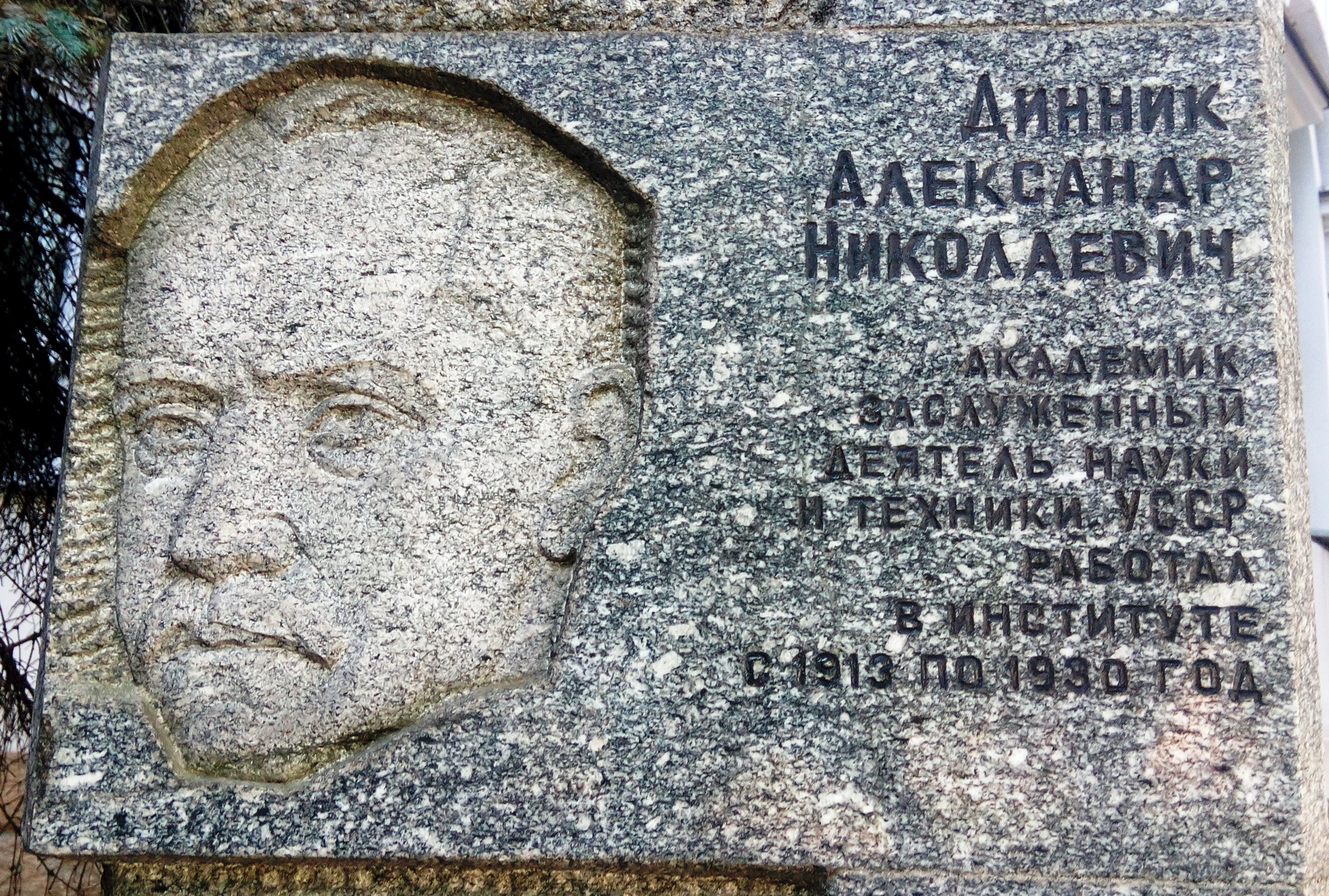
Барельеф Диннику А. Н. перед центральным корпусом НТУ «Днепровская политехника» в Днепре

В 1913—1930 годах — профессор Горного института в Екатеринославе (ныне Днепр).
В 1930—1941 годах работал в Днепропетровском университете и в ДМетИ, в последнем в те же годы заведовал кафедрой строительной механики.
С 1944 года профессор Киевского университета.
Воспитал много известных ученых (руководитель научной работы аспирантов): А. Ш. Локшин, А. П. Тверитин, Н. П. Гришкова, А. М. Пеньков, Г. Л. Павленко, В. А. Лазарян, А. Б. Моргаевский, Д. Б. Вольпер, Н. П. Кубланов, А. И. Ленченко, Г. А. Скуратов, М. И. Янковский.

## Награды и звания
- Орден Ленина (2 июля 1946)
- Орден Трудового Красного Знамени (2 октября 1944) — за выдающиеся заслуги в области развития советской науки, культуры и техники,за воспитание высококвалифицированных кадров научных работников, в связи с 25-летием со основания Академии Наук УССР
- Заслуженный деятель науки и техники УССР (1943)
- Медали